# Inoda+Sveje
Inoda+Sveje（イノダ＋スバイエ）は、イタリア・ミラノ拠点のデザインチーム。

## メンバー
- 猪田恭子（いのだ　きょうこ、1971年8月14日-）-  日本人女性のインダストリアルデザイナー。大阪府出身。ミラノの「Instituto Superiore Architettura e Design」(ISAD)卒[1]。
- Nils Sveje（ニルス　スバイエ、1969年8月16日-）- デンマーク人男性の建築家兼インダストリアルデザイナー。オーフス出身。デンマーク王立美術院卒[1]。

## 概要
2000年にコペンハーゲンで結成した二人組のプロダクトデザインスタジオ。2003年以降ミラノを拠点に活動。2013年に、ミラノにショールームをオープンした。家具、医療器具などデザイン分野は多岐にわたる。
独自の感性に基づいて制作される木工家具が評価され、国内外で複数の賞を受賞している。2016年からはインドの家具工房「ファントム・ハンズ」ディーパック・スリナスと協働し、ピエール・ジャンヌレ、特にチャンディーガル都市計画で制作された家具の再生産プロジェクトに携わっている。2017年にはその第一弾として「Muṅgāru（ムンガル）」シリーズが発売された。

## 受賞歴
- 木製椅子［sansa chair］、木製椅子［GINA］、木製椅子［Comodo］（ 日本・宮崎椅子製作所）- 2010年度グッドデザイン賞中小企業庁長官賞[5]
- ソファー [クンスト]（ 日本・カリモク家具株式会社）- 2020年度グッドデザイン賞[6]

- DC09 （ 日本・宮崎椅子製作所）- 2011年 iFデザイン賞金賞[7]

- Orbis collection （ 韓国・Saturnbath）- 2019年 iFデザイン賞[8]